# Piet Kruiver
Piet Kruiver (nacido el 5 de enero de 1938 en Koog aan de Zaan y fallecido el 18 de marzo de 1989 en Ámsterdam) es un exfutbolista neerlandés.

## Trayectoria
Comenzó su carrera en las categorías inferiores del KFC Koog aan de Zaan y fichó por el PSV Eindhoven en 1957. Después fichó por el Lanerossi Vicenza en el que estuvo en 1962 y fichó por el Feyenoord de Róterdam hasta 1966. Su último club fue el DWS Ámsterdam en el que estuvo desde hasta 1968.

## Selección nacional
Ha sido internacional con la Selección de fútbol de los Países Bajos en 22 ocasiones y anotó 12 goles.

## Clubes
| Club                  | País         | Año       |
| --------------------- | ------------ | --------- |
| PSV Eindhoven         | Países Bajos | 1957-1961 |
| Lanerossi Vicenza     | Italia       | 1961-1962 |
| Feyenoord de Róterdam | Países Bajos | 1962-1966 |
| DWS Ámsterdam         | Países Bajos | 1966-1968 |

## Palmarés

### Campeonatos nacionales
| Título                   | Club                  | País         | Año  |
| ------------------------ | --------------------- | ------------ | ---- |
| Eredivisie               | Feyenoord de Róterdam | Países Bajos | 1965 |
| Copa de los Países Bajos | Feyenoord de Róterdam | Países Bajos | 1965 |

### Distinciones individuales
| Distinción                       | Año  |
| -------------------------------- | ---- |
| Máximo goleador de la Eredivisie | 1966 |